# Thierry Démarez
Ne doit pas être confondu avec Thierry Desmarest.
Thierry Démarez, né le 27 octobre 1971 a Drancy, est un dessinateur de bande dessinée français.

## Œuvre

### Albums
- Le Continent premier - Au-delà des montagnes, scénario de Jean-Christophe Derrien, dessins de Thierry Démarez, Soleil Productions, collection Captain Prod, 2002  (ISBN 2-84565-290-9)

- Alix Senator, scénario de Valérie Mangin, dessins de Thierry Démarez, Casterman, collection Univers d'auteurs

1. Les Aigles de sang, 2012  (ISBN 978-2-203-04566-8)
2. Le Dernier Pharaon, 2013  (ISBN 978-2-203-06637-3)
3. La Conjuration des rapaces, 2014  (ISBN 978-2-203-07858-1)
4. Les Démons de Sparte, 2015  (ISBN 978-2-203-08921-1)

- Le Dernier Troyen, scénario de Valérie Mangin, dessins de Thierry Démarez, Soleil Productions (tomes 1 à 3) puis Quadrants, collection Solaire

1. Le Cheval de Troie, 2004  (ISBN 2-84565-722-6)
2. La Reine des Amazones, 2004  (ISBN 2-84565-880-X)
3. Les Lotophages, 2005  (ISBN 2-84946-268-3)
4. Carthago, 2006  (ISBN 2-84946-537-2)
5. Au-delà du Styx, 2007  (ISBN 978-2-84946-951-4)
6. Rome, 2008  (ISBN 978-2-302-00290-6)

- La Geste des Chevaliers Dragons, scénario d'Ange, Soleil Productions

7. Revoir le soleil, dessins de Thierry Démarez, 2008  (ISBN 978-2-302-00124-4)
- Marie des Dragons, scénario d'Ange, dessins de Thierry Démarez, Soleil Productions

1. Armance, 2009  (ISBN 978-2-302-00797-0)
2. Vengeances, 2010  (ISBN 978-2-302-01075-8)
3. Amaury, 2010  (ISBN 978-2-302-01353-7)
4. William, 2011  (ISBN 978-2-302-01773-3)

- Paroles d'étoiles, scénario et dessins collectifs, Soleil Productions

Mémoires d'enfants cachés, 1939-1945, 2008  (ISBN 978-2-30200-356-9)
Mémoires d'enfants cachés, 1939-1945 (2), 2009  (ISBN 978-2-29001-550-6)
- Prométhée, scénario de Christophe Bec, Soleil Productions

5. Le Sarcophage, dessins de Francisco Ruizgé, Federico Carlo Ferniani, Vax, Frédéric Peynet, Stefano Raffaele et Thierry Démarez, 2012  (ISBN 978-2-302-01961-4)

## Récompenses
- Prix Imaginales (Catégorie bande dessinée) 2011 pour le tome 2 de Marie des Dragons.